# Na Pancada do Ganzá
Na Pancada do Ganzá é um CD do artista Antônio Nóbrega lançado em 1996 reunindo músicas autorais e releituras de melodias e ritmos tradicionais brasileiros.  O nome do álbum é dado em homenagem ao nome que seria dado por Mario de Andrade a um livro sobre a musicalidade do Nordeste brasileiro. 

## Músicas
O disco apresenta 16 canções arranjadas por Antônio Nóbrega, contando com diversos instrumentistas: 
1. Loa De Abertura
2. Vinde, Vinde, Moços e Velhos
3. Truléu da Marieta
4. A Vida do Marinheiro
5. Truléu, Léu, Léu, Léu, Léu
6. Serenata Suburbana - Capiba (Lourenço da Fonseca Barbosa)
7. Marcha da Folia - Raul Moraes
8. Boi Castanho - Getúlio Cavalcanti
9. O Romance de Clara Menina Com D. Carlos De Alencar
10. Concerto Em D Menor Para Rabeca E Flauta (1º Movimento) - Johann Sebastian Bach
11. Desassombrado - Antônio Nóbrega
12. Mexe Com Tudo - Levino Ferreira
13. Minervina - Antônio Nóbrega e Marcelo Varella
14. Mateus Embaixador - Antônio Nóbrega
15. Na Pancada do Ganzá - Antônio Nóbrega
16. Despedida

## Créditos
Músicos 
- Antônio Nóbrega: rabeca, vocal, percussão, viola, bandolim
- Toninho Ferragutti: acordeon
- Guello (Luiz Carlos Xavier Coelho Pinto): percussão
- Zezinho Pitoco (José Alves Sobrinho): percussão, clarineta, saxofone alto
- Edmilson Capelupi: cavaquinho, violão de 7 cordas
- François de Lima: trombone
- Dany: flauta